# Anne Buydens
Hannelore "Anne" Marx, meglio conosciuta come Anne Buydens, coniugata Douglas (Hannover, 23 aprile 1919 – Beverly Hills, 29 aprile 2021), è stata una filantropa, produttrice cinematografica e attrice statunitense di origini tedesche.
Era membro della International Best Dressed List dal 1970. Era la vedova dell'attore Kirk Douglas, con il quale è stata sposata per 66 anni (dal 1954 fino alla morte dello stesso nel 2020).

## Biografia
Anne Buydens nacque ad Hannover, in Germania, figlia di Siegfried Marx, un mercante tessile che importava seta per fare paracadute, e di  Paula Marx, una socialite. Dopo che i suoi genitori divorziarono, fu mandata in un collegio in Svizzera, dove imparò l'inglese, il francese e l'italiano. In seguito studiò a Bruxelles, ma fuggì dalla città bombardata per stabilirsi  a Parigi durante la seconda guerra mondiale. Poiché la sua identità tedesca era un problema, divenne cittadina belga sposando un belga, Albert Buydens, da cui in seguito divorziò. 

## Carriera
Quando i nazisti a Parigi insistettero affinché i film fossero proiettati con sottotitoli in tedesco, le sue abilità linguistiche le permisero di trovare un lavoro aggiungendo sottotitoli per un distributore di film francese.  Nel 1948, fu assunta per produrre un programma della NBC, Paris Cavalcade of Fashion. Lavorò anche come location scout nella produzione del 1952 di Moulin Rouge per John Huston. Dal 1953, ha programmato feste di celebrità al Festival di Cannes. 
Quando Buydens incontrò Kirk Douglas a Parigi nel 1953, lui divorziò dalla sua prima moglie, Diana Dill, con la quale ebbe due figli, Michael e Joel. Hanno lavorato al film Act of Love, diretto da Anatole Litvak, lui come attore e lei come pubblicista.  Le offrì un lavoro come pubblicista, che dapprima lei rifiutò, ma alla fine accettò. Kirk raccontò in seguito: "Alla fine accettò di lavorare con me su base sperimentale, chiarendo che il nostro rapporto professionale sarebbe stato strettamente commerciale". 
Il 29 maggio 1954 sposò l'attore Kirk Douglas, dal quale ebbe due figli: Peter (nato il 23 novembre 1955) ed Eric (21 giugno 1958 - 6 luglio 2004). Divenne cittadina degli Stati Uniti nel 1959. Si convertì all'ebraismo quando rinnovò i voti di matrimonio con Douglas nel 2004.
Nel 2019 ha celebrato il suo centesimo compleanno.
È morta nel pomeriggio del 29 aprile 2021 nella sua casa di Beverly Hills all'età di 102 anni.

## Beneficenza

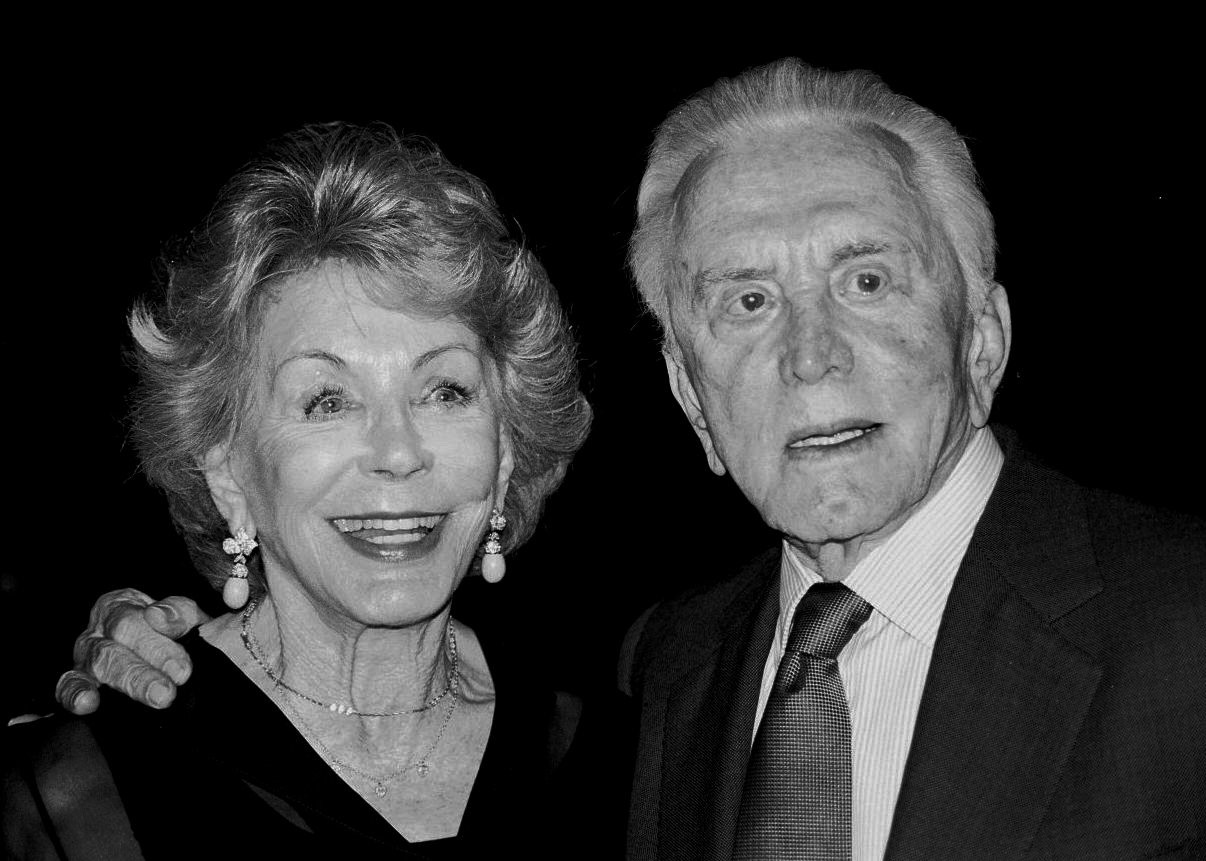
La coppia nel 2003 al Jefferson Awards vinto da lei

Una delle prime incursioni di Buydens nella filantropia è arrivata sulla scia del recupero dal cancro al seno: con sei compagni sopravvissuti, Buydens ha istituito "Research for Women's Cancers", che ha raccolto milioni di dollari per finanziare una struttura di ricerca presso il Cedars-Sinai Medical Center di Los Angeles. Sia Kirk Douglas che Buydens erano alla base dell'istituzione di "Harry's Haven". La coppia era nota per i suoi sforzi per ricostruire i campi da gioco nel distretto scolastico unificato di Los Angeles.